# Frank T. Caprio

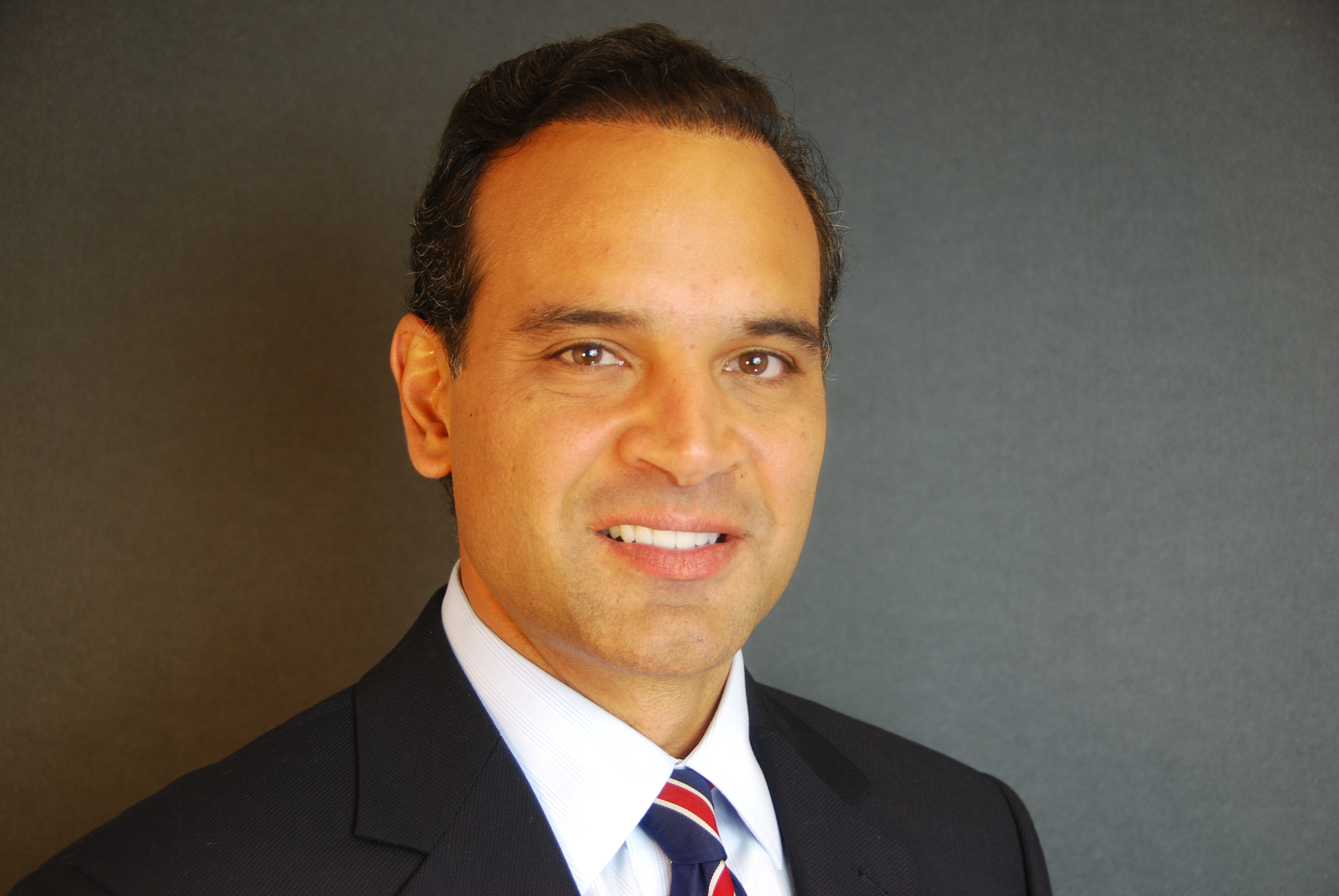
Frank T. Caprio 2009

Frank T. Caprio (* 10. Mai 1966 in Providence, Rhode Island) ist ein US-amerikanischer Politiker (Demokratische Partei) und Banker. Von 2007 bis 2011 war er General Treasurer des US-Bundesstaates Rhode Island und 2010 Kandidat der Demokraten für das Amt des Gouverneurs von Rhode Island.

## Lebenslauf
Frank T. Caprio ist das älteste Kind des Fernsehrichters Frank Caprio, dem ehemaligen Gerichtspräsidenten von Rhode Island, sowie dessen Ehefrau Joyce E. Caprio. Sein jüngerer Bruder ist David Caprio, ebenfalls Politiker und von 1999 bis 2010 Mitglied des Repräsentantenhauses von Rhode Island. Seine Großeltern waren Einwanderer aus Neapel. Caprio besuchte die öffentlichen Schulen in Narragansett und machte seinen Abschluss 1984 an der katholischen Bishop Hendricken High School in Warwick. Im Anschluss studierte er Wirtschaftswissenschaften an der Harvard University in Boston, das Studium beendete er 1988. Während seiner Studienzeit war Caprio begeisterter Football- und Baseballspieler, so spielte er 1987 gegen den späteren Baseballprofi Roger Clemens. 1991 promovierte er an der Suffolk University in Juristik und arbeitete im Anschluss als Anwalt in Rhode Island und Massachusetts.

## Politische Karriere
Im Alter von 21 Jahren begann Caprio seine politische Karriere. Er wurde zum Delegierten des zweiten Kongressbezirks von Rhode Island gewählt und nahm 1988 an der Democratic National Convention in Atlanta teil, dem Bundesparteitag der Demokraten. 1990, noch während seines Jurastudiums, wurde er für den 14. Distrikt in das Repräsentantenhaus von Rhode Island gewählt, wozu er jeden Tag per Bahn zwischen Boston und Providence pendelte. Er absolvierte als Abgeordneter zwei Amtszeiten.
Im Anschluss an seine Zeit als Abgeordneter im Repräsentantenhaus wurde er in den Senat von Rhode Island gewählt, in jener Zeit fungierte er von 2001 bis 2002 als Vorsitzender des Finanzkomitees. In dieser Zeit rettete er 2001 das fünf Millionen US-Dollar schwere staatliche Hausbauprogramm vor der angekündigten Kürzung durch den republikanischen Gouverneur Lincoln Almond. Caprio setzte sich für eine Aufstockung des Programms auf 10 Millionen US-Dollar ein, finanziert über einen staatlichen Fond, welcher Ende 2001 durch den Senat verabschiedet wurde. Eine weitere Aufstockung auf 50 Millionen Dollar wurde in den Senatswahlen 2006 bestätigt.
Caprio gehörte in jener Zeit zu den führenden Befürwortern der Aussetzung der Kapitalertragsteuer in Rhode Island, jene Steuerreform wurde 2007 gesetzlich implementiert. 2002 wurde er nach heftigen senatsinternen Debatten als Vorsitzender des Finanzkomitees abgesetzt, 2004 wurde er Vorsitzender des Senatskomitees für Handel und Hausbau.

### General Treasurer von Rhode Island

#### Wahl 2006
Am 7. November 2006 wurde Caprio mit 73 Prozent der Wählerstimmen zum General Treasurer von Rhode Island gewählt, mit der bis dahin größten Mehrheit eines Kandidaten für dieses Amt. Erstmals in der Geschichte des Bundesstaates führte mit Caprio ein Kandidat seinen Wahlkampf weitgehend über Internet und Fernsehen. Er erklärte dazu, dass er den Wählern die Ideen für das Amt des General Treasurers "so bequem wie möglich" präsentieren wolle.
Caprio war der erste politische Kandidat in der Geschichte der Vereinigten Staaten, welcher Video-on-Demand-Dienste im Fernsehen intensiv für seinen Wahlkampf nutzte. Seine eigens produzierte Dokumentation Caprio, the Biography wurde über den Kabelfernsehanbieter Cox Communications allen Bürgern kostenfrei zur Verfügung gestellt. Zudem war Caprio einer der ersten amerikanischen Politiker, welche einen eigenen Internet-Podcast nutzten.

#### Investments und Finanzkrise 2008
Als sich bereits einige Monate vor der Weltfinanzkrise eine eventuelle Gefährdung der öffentlichen Finanzdienste sowie der Rentenauszahlungen abzeichnete, begann Caprio frühzeitig damit, die staatlichen Haushaltsausgaben zu minimieren. Erreichen konnte er dies über intensive Neuausschreibungen sämtlicher Finanzdienste, die der Staat Rhode Island über private Dienstleister ausführen ließ, zudem verringerte er über jene Ausschreibungen und die Streuung der Aufträge die Abhängigkeit des Bundesstaates von großen Konzernen.
Als Reaktion auf die potentielle Gefährdung der bundesstaatlichen Wohlfahrtsprogramme übertrug Caprio circa eine Milliarde US-Dollar aus gefährdeten finanziellen Programmen in stabile institutionelle Fonds, wodurch die Krise anders als in vielen US-Bundesstaaten in Rhode Island vergleichsweise geringe Auswirkungen auf die Wohlfahrt hatte. Die Höhe des Wohlfahrtsbudgets von Rhode Island blieb während der Krise so über dem Niveau von deutlich größeren und finanzstärkeren Bundesstaaten wie Massachusetts oder Kalifornien. Für jene radikale Politik, die zwar die Liquidität von Rhode Island sicherte, dafür aber auch hohe Risiken mit sich brachte, wurde Caprio seitens der Republikaner mehrfach heftig kritisiert.

### Gouverneurswahl in Rhode Island 2010
2010 wurde Caprio von den Demokraten als Kandidat für das Amt des Gouverneurs von Rhode Island aufgestellt, als Hauptthema seines Wahlkampfs nannte er die Etablierung und Unterstützung des Mittelstandes. Nachdem Caprio erfuhr, dass US-Präsident Barack Obama nicht plane, ein sogenanntes Endorsement und damit offene Unterstützung für seine Kandidatur auszusprechen, sagte er öffentlich, Obama könne sich "seine Unterstützung sonstwo hinstecken". The Huffington Post vermutete dahinter, dass Obama aus Respekt vor dem ebenfalls kandidierenden Lincoln Chafee keine Wahlempfehlung für seinen Parteikollegen Caprio abgab. Chafee, bis 2007 Republikaner und ab 2013 Demokrat, kandidierte als Unabhängiger für das Amt des Gouverneurs von Rhode Island und war bekennender Obama-Unterstützer im Wahlkampf 2008.
Caprio unterlag in der Wahl mit 23,1 Prozent der Stimmen sowohl Lincoln Chafee, welcher die Wahl mit 36,1 Prozent der Stimmen gewann, als auch dem republikanischen Kandidaten John Robitaille mit 33,6 Prozent.

### Wahl zum General Treasurer 2014
Im Mai 2013 gab Caprio seine Absichten bekannt, anlässlich der Wahlen 2014 erneut für das Amt des General Treasurers kandidieren zu wollen. Er unterlag bereits in den parteiinternen Vorwahlen dem späteren General Treasurer Seth Magaziner, Caprio konnte nur 33,45 Prozent der Stimmen seiner Partei erlangen.